# Fotocamera stereoscopica

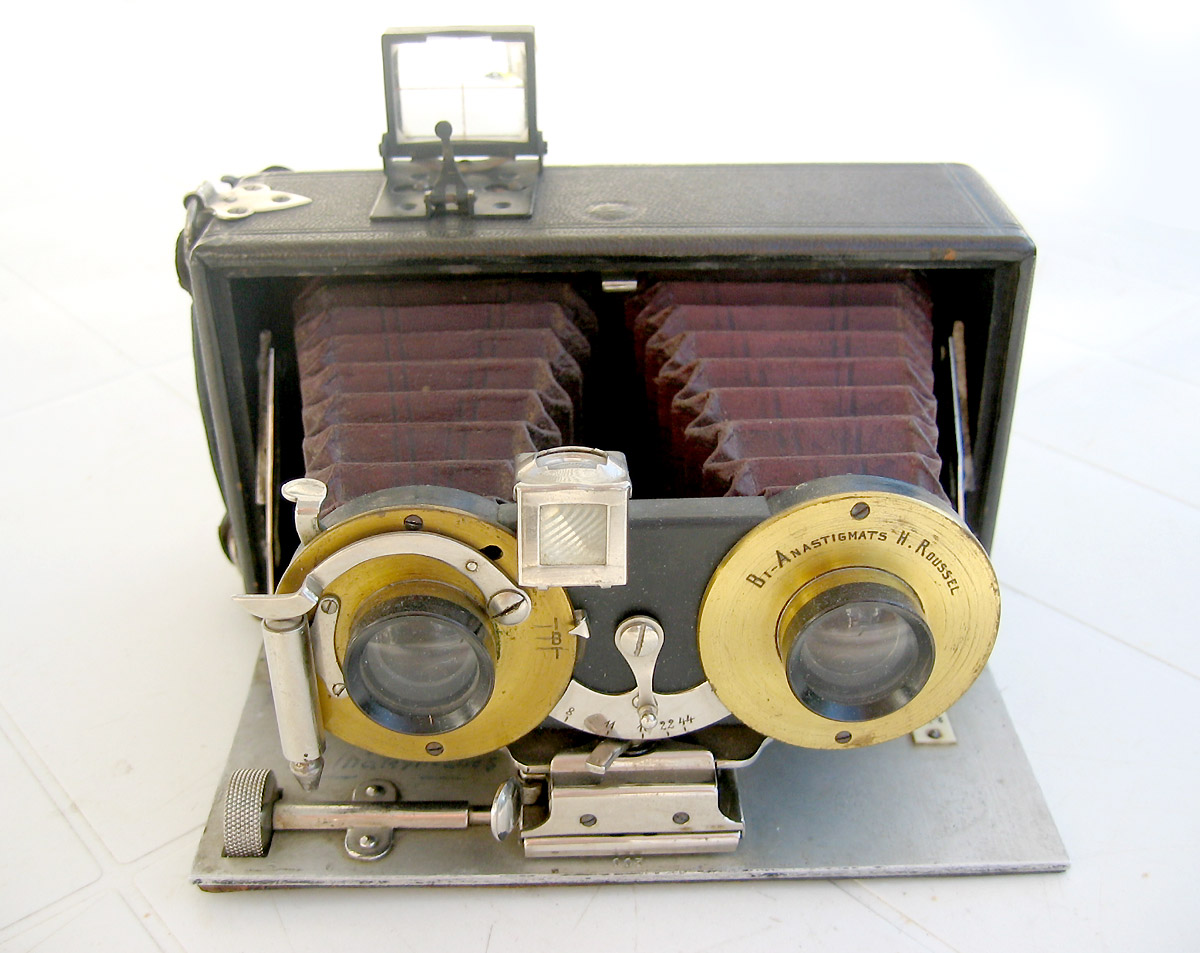
Fotocamera stereoscopica Le Rêve del 1904

La fotocamera stereoscopica è un particolare tipo di fotocamera dotata di due obiettivi paralleli, posti alla medesima distanza degli occhi umani (6,35 cm). Questo permette alla fotocamera di simulare la visione binoculare e quindi di creare immagini tridimensionali, visualizzabili successivamente con i più disparati sistemi stereoscopici.

## Storia
È del 1852 l'invenzione della fotocamera binoculare (anche conosciuta come fotocamera stereoscopica o stereo camera), per opera di J.B. Dancer, un ottico di Manchester.
Negli anni cinquanta del XX secolo, le macchine fotografiche stereoscopiche guadagnarono popolarità con la Stereo Realist e fotocamere simili che utilizzavano la pellicola 135 per creare diapositive stereoscopiche.
Nello stesso periodo anche il popolare sistema stereoscopico View-Master introdusse sul mercato un sistema per produrre artigianalmente dischetti stereoscopici da visionare attraverso l'apposito visore stereo. A questo sistema venne dato il nome di View-Master Personal.

## Principio di funzionamento

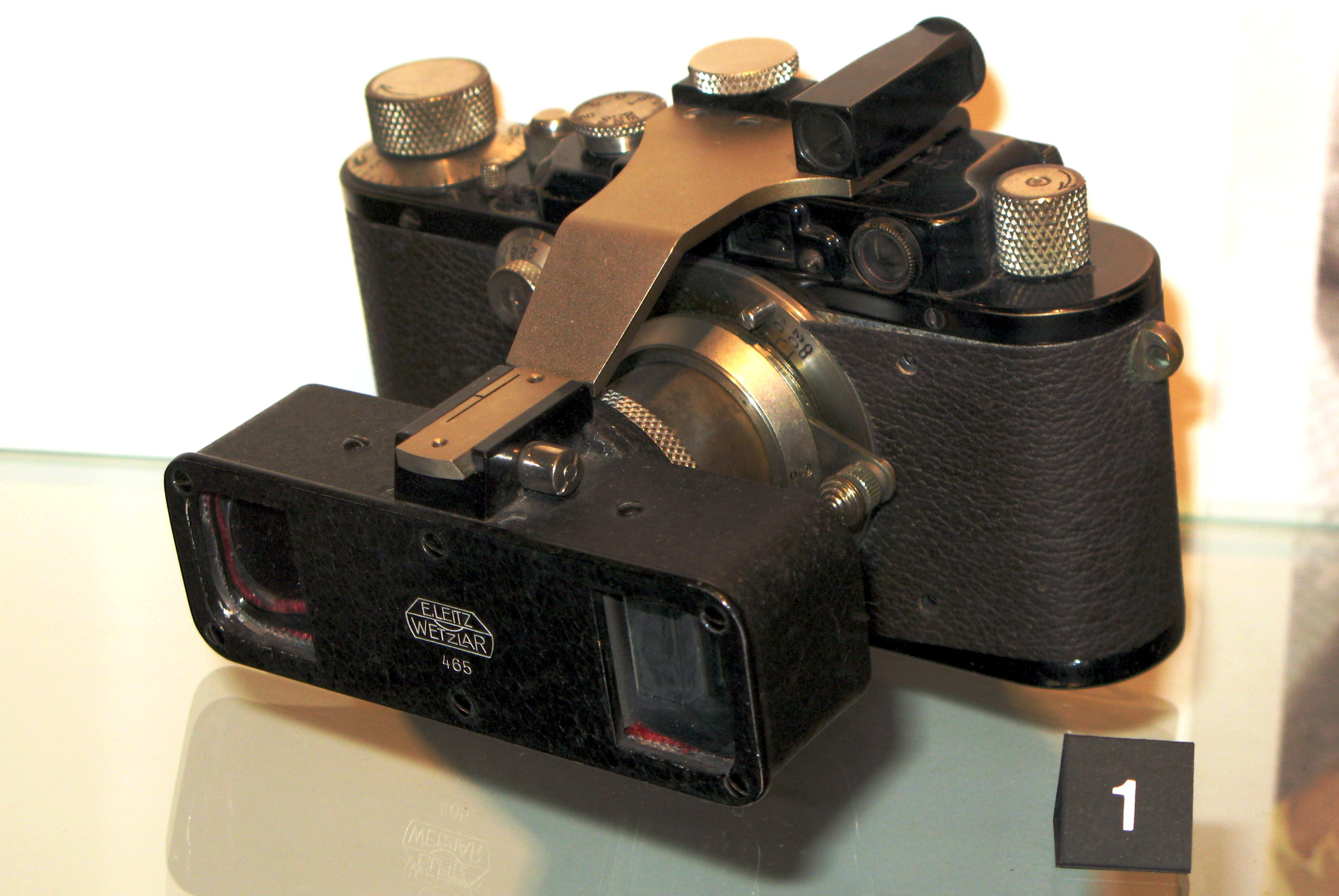
Fotocamera ordinaria (mono) con Adapter stereoscopico Leica III

La fotocamera stereoscopica è una fotocamera dotata di due obiettivi, posti tra loro alla stessa distanza degli occhi umani, 6 cm circa, e che proiettano sul piano della messa a fuoco due immagini, permettendo alla pellicola fotografica di impressionare contemporaneamente due diverse immagini. Utilizza normalmente il formato 60 mm, oppure 35 mm, ma può essere utilizzata anche pellicola 70mm e, specie i modelli più antichi, pellicola piana.

## Sterescopia artificiale e stereoscopia naturale
La fotocamera stereoscopica ovvia anche ad un altro problema presente spesso, soprattutto durante il primo secolo di diffusione di questa tecnica, ovvero un non volontario effetto di tridimensionalità esagerato, dovuto alla eccessiva distanza tra i due obiettivi affiancati, che creavano la cosiddetta stereoscopia artificiale.
È infatti considerata stereoscopia naturale quella tecnica di ripresa di immagini stereoscopiche utilizzando due obiettivi posti alla stessa distanza degli occhi umani (tra i 5,5 cm e i 7,5 cm), una distanza superiore o inferiore crea una stereoscopia artificiale.

## Applicazioni
Il principio della fotocamera stereoscopica trova applicazione nei seguenti campi:
- Fotografia: produzione di immagini stereoscopiche da visionare attraverso stereoscopio o altre tecniche di visione stereoscopica quali ad esempio l'anaglifo o, previa proiezione di diapositive su apposito schermo silverscreen, la luce polarizzata.
- Autovetture: il principio di ripresa stereoscopica, utilizzato dalla fotocamera stereoscopica, viene applicato anche nei sistemi di controllo automatico della distanza installati sulle autovetture.
- Fotogrammetria architettonica: nella fotogrammetria architettonica viene impiegata una particolare fotocamera stereoscopica della camera stereometrica, che, facendo ricorso alla stereoscopia artificiale, è destinata alla produzione di fotogrammi stereometrici, osservabili attraverso lo stereoscopio a ingrandimento variabile e misurabili attraverso l'uso dello stereomicrometro.
- Contapersone: nei sistemi Contapersone vengono applicate le telecamere stereoscopiche (o telecamere 3D) per il conteggio dei flussi ad esempio di visitatori.

## Camera stereometrica
La camera stereometrica, chiamata comunemente bicamera, è un particolare tipo di fotocamera stereoscopica costituita da una coppia di camere metriche fissate agli estremi di una barra indeformabile e destinata alla produzione di fotogrammi stereometrici.
Impiegata nella fotogrammetria architettonica, fa ricorso alla stereoscopia artificiale così da produrre immagini stereoscopiche dalla prospettiva aumentata misurabili attraverso l'uso dello stereomicrometro.

## Modelli
| Nome                               | Casa produttrice   | Paese di produzione | Anno inizio produzione | Anno fine produzione | Formato pellicola | Note | Immagine |
| ---------------------------------- | ------------------ | ------------------- | ---------------------- | -------------------- | ----------------- | --- | -------- |
| 3DFX                               | Image Technologies |                     |                        |                      |                   | Clone della Nimlso 3D. |          |
| Coronet "3-D"                      |                    | Regno Unito         | 1954                   |                      | 127               | |          |
| Edixa Stereo                       |                    |                     |                        |                      |                   | |          |
| Glyphoscope Tipo I                 | Jules Richard      | Francia             | 1904                   | Anni '30             | 45x107            | [ 1 ] |          |
| Iso Duplex 120                     |                    |                     |                        |                      |                   | |          |
|                                    | Kodak              | Stati Uniti         | 1905                   |                      |                   | |          |
| Kodak Stereo Camera                | Kodak              | Stati Uniti         | 1954                   | 1959                 | 35mm              | |          |
| Le Rêve                            |                    |                     | 1904                   |                      |                   | |          |
| N8000 3D                           | Nishika            |                     | 1992                   |                      |                   | Fotocamera quadrilente. |          |
| Nimslo 3D                          | Nimstec            | Stati Uniti         | Anni ottanta           |                      |                   | |          |
| RBT                                |                    | Germania            |                        |                      | 35mm              | Nel mondo del 3D moderno, una fotocamera stereoscopica RBT da migliaia di dollari unendo ed integrando due fotocamere 35 mm di fascia alta in una sola fotocamera stereoscopica.                                                                       |          |
| Sputnik X2                         |                    | Unione Sovietica    |                        |                      | 6x6               | Camera sovietica basata sul modello Lubitel 2. |          |
| Stereo Mikroma II                  | Meopta             | Cecoslovacchia      | 1965                   |                      | 16mm              | |          |
| Stereo Realist                     |                    | Stati Uniti         |                        |                      | 35mm              | Sistema diffuso negli anni cinquanta e sessanta soprattutto negli Stati Uniti, comprendente una stereocamera, visori e telaietti appositi, utilizzati negli studi di sviluppo e stampa, per la realizzazione amatoriale di diapositive stereoscopiche. |          |
| View-Master Personal Stereo Camera | Sawyer's           | Stati Uniti         | 1952                   | anni cinquanta       | 35mm              | Fotocamera stereoscopica 35 mm per realizzare dischetti per View-Master amatoriali. Il sistema comprendeva anche una fustella per ritagliare le diapositive e dischetti vuoti in cui inserirle.                                                        |          |
| View-Master MKII Camera            | Sawyer's           | Stati Uniti         | 1962                   | 1962                 | 35mm              | Fotocamera 35 mm prodotta dalla ditta di Portland per il secondo sistema per realizzare dischetti personalizzati, non compatibile con il primo. |          |
| Vérascope                          | Jules Richard      | Francia             | Inizi XX secolo        |                      |                   | |          |
| Vérascope 40                       | Jules Richard      | Francia             | 1939                   | 1967                 |                   | |          |